# Кћерка мускетара
Кћерка мускетара (фр. La Femme Musketeer) је дводелни телевизијски филм, сниман у САД, Немачкој и Хрватској 2004. У главним улогама су Жерар Депардје, Мајкл Јорк, Настасја Кински, Сузи Ејми и Џон Рис-Дејвис.

## Радња
Валентина Д'Артањан (Сузи Ејми) је кћерка чувеног мускетара Д'Артањана. Он ју је током годинама обучавао за мускетара, јер је њен сан да једнога дана постане мускетар. Она путује у Париз, са том намером, и тако се уплиће у битку за француски престо, живот краља Луја XIV и саму краљевину Француску.